# Харлан, Ян
Ян Харлан (нем. Jan Harlan; род. 5 мая 1937; Карлсруэ, Германия) — немецкий кинопродюсер, брат Кристианы Кубрик (вдовы известного американского-британского кинорежиссёра Стэнли Кубрика) и племянник немецкого режиссёра Файта Харлана.

## Биография
Ян Харлан был исполнительным продюсером четырёх последних фильмов Кубрика: «Барри Линдон» (1975), «Сияние» (1980), «Цельнометаллическая оболочка» (1987) и «С широко закрытыми глазами» (1999). Он также выступил помощником продюсера фильма «Заводной апельсин» (1971) и исполнительным продюсером фильма Стивена Спилберга «Искусственный разум» (2001), который был основан на идее Кубрика. В 2001 году Ян Харлан снял документальный фильм о жизни и творчестве Стэнли Кубрика «Стэнли Кубрик: Жизнь в кино». В основу фильма легли ценные уникальные фото- и киноплёнки из семейного архива.
Женат, есть трое детей: Мануэль, Доминик и Бен.